# Barbotín

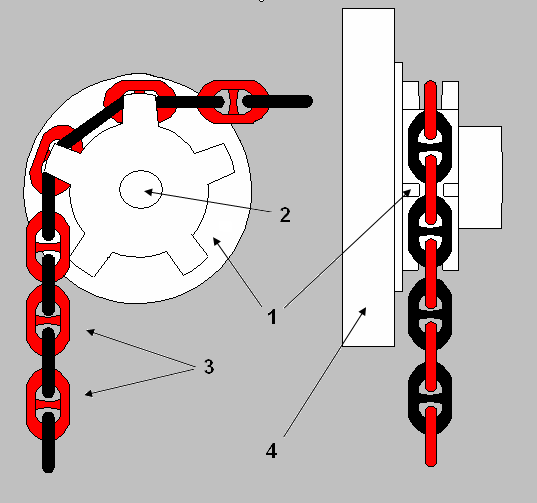
Diagrama: 1) corona de barbotín, 2) eje del cabrestante, 3) grilletes de la cadena (con contrete) y 4) cinta de freno.

El barbotín, corona de barbotín o barbotén es una pieza de hierro fundido, que se utiliza en los cabrestantes, en la que se engranan los eslabones, para cobrar de la cadena del ancla.

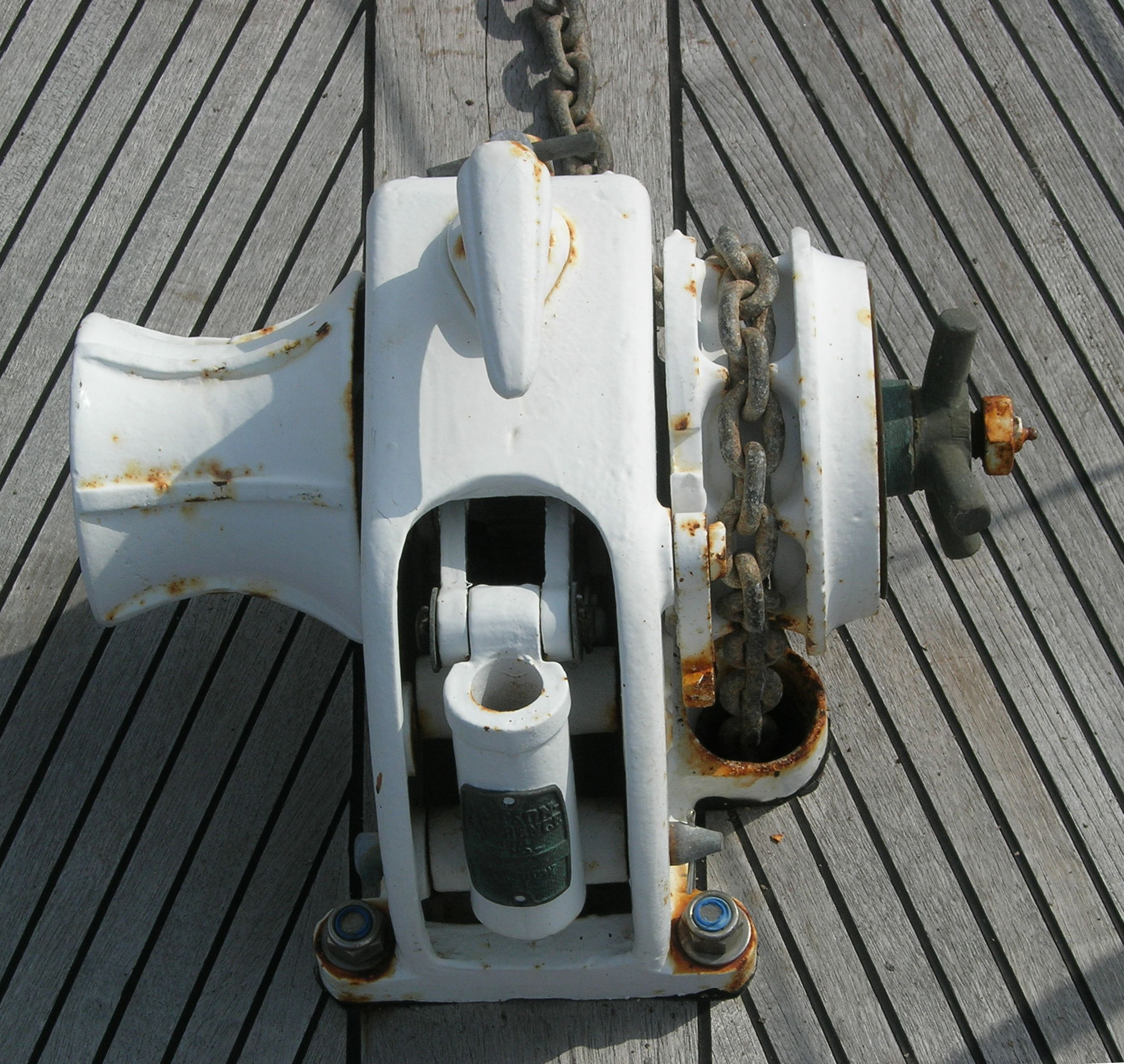
Fotografía de una corona de barbotín.

Durante la maniobra de fondeo se desacopla del eje principal, permitiendo que gire libremente; luego cuando se desea virar (recoger) el ancla, se lo enclocha (vincula, engrana) al eje.